# Hind Meddeb

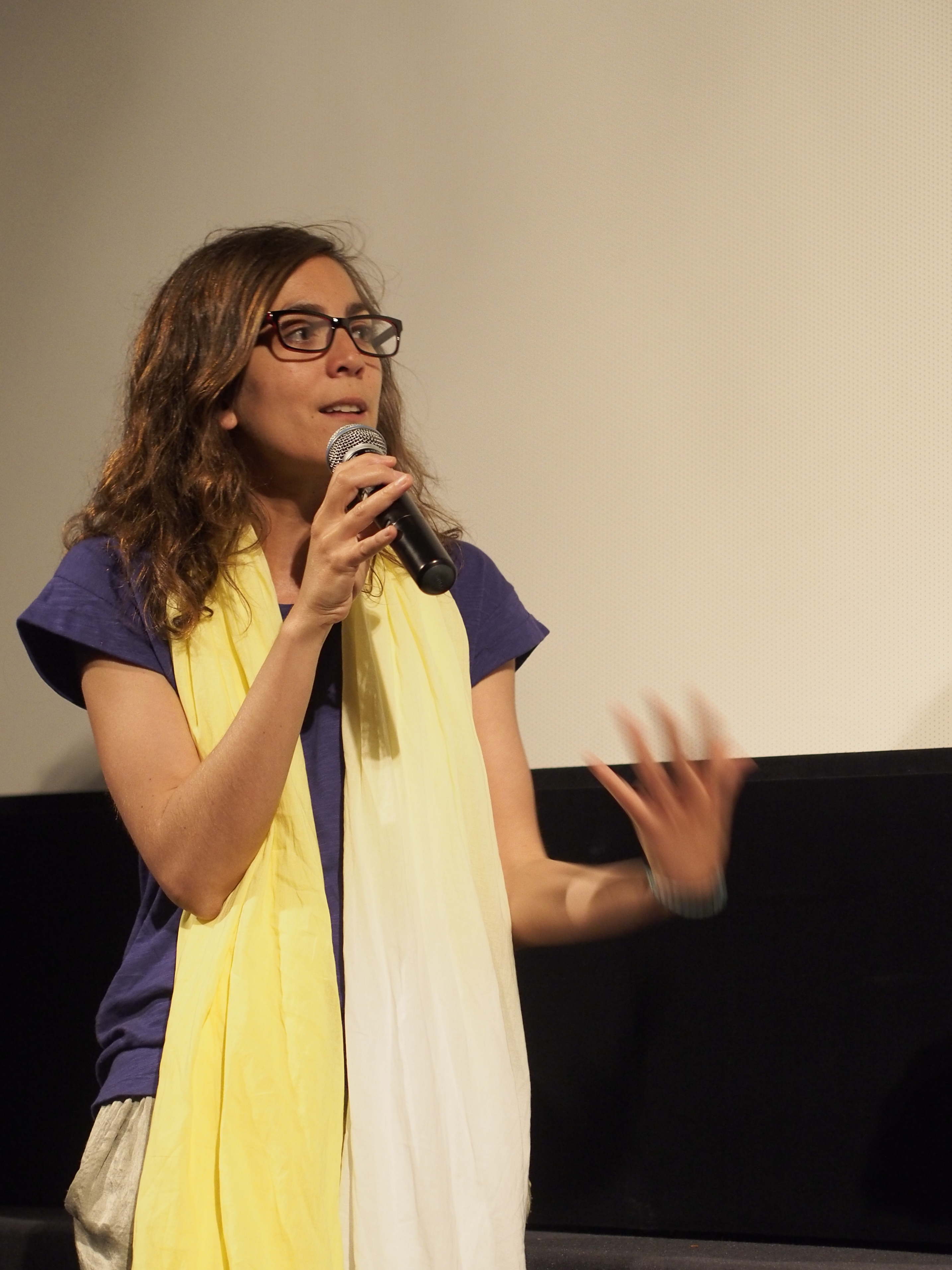
Hind Meddeb beim Filmfestival Linz 2014

Hind Meddeb (* 1978 in Châtenay-Malabry bei Paris) ist eine französische Journalistin und Dokumentarfilmregisseurin. Von Paris aus arbeitet sie in Europa, Nordafrika und dem Nahen Osten. In ihren Filmen und journalistischen Beiträgen stellte sie soziale Proteste junger Menschen und ihre Kultur in Marokko, Tunesien, Ägypten und dem Sudan dar.
Dabei dokumentierte sie die soziale Situation und politischen Ausdrucksformen im Kontext der arabischen Revolutionen und stellte darüber hinaus besonders Rap-Musik und andere Formen der alternativen Kultur und des Protests in diesen Ländern dar.

## Leben und Werk
Meddeb wurde 1978 in Châtenay-Malabry, einem Vorort von Paris, geboren. Ihr Vater war der tunesische Dichter und Essayist Abdelwahab Meddeb, und ihre Mutter, Amina Maya Khelladi, ist marokkanisch-algerischer Abstammung. Meddeb absolvierte das Pariser Institut für politische Studien (Sciences Po) und hat außerdem einen Master in Philosophie von der Universität Paris-Nanterre. Darüber hinaus studierte sie deutsche Sprache und Literatur an der Universität Sorbonne-Nouvelle und forschte unter anderem an der Freien Universität Berlin.
Meddeb arbeitete von 2006 bis 2008 als Journalistin für den Fernsehsender France 24, bevor sie zu France Info wechselte. Von 2010 bis 2011 war sie Reporterin für die Sendung Ça balance à Paris für Paris Première und arbeitete als Kulturreporterin für das Magazin Tracks bei Arte.
Als Dokumentarfilmerin war Meddeb Ko-Regisseurin von De Casa au Paradis, einem Dokumentarfilm über eine Gruppe marokkanischer Selbstmordattentäter, und führte Regie bei Electro Chaabi, der die Entstehung eines neuen elektronischen Musikgenres namens Mahraganat in Kairo behandelt. Daneben führte sie auch Regie bei Tunisia Clash, einem Film über junge Rapper, die in Tunesien ihre Meinungsfreiheit vertreten, und bei Paris Stalingrad, einem Dokumentarfilm über Asylsuchende in Frankreich.
Im Mai und Juni 2019 dokumentierte sie die sudanesische Revolution in Khartum, die zum Schwerpunkt ihres nächsten Films wurde. Basierend auf dieser Erfahrung trug sie zu dem 2021 erschienenen französischen Buch Soudan 2019, année zéro bei, das Beschreibungen, Kommentare und Fotografien über die Wochen vor dem Massaker von Khartum enthält.
Die Premiere ihres Dokumentarfilms Soudan, Souviens-toi (Sudan, erinnere dich) wurde für die Giornate degli Autori im August 2024  angekündigt, eine unabhängige Sektion der 81. Internationalen Filmfestspiele von Venedig.

## Filmografie
- 2008 De Casa au Paradis (Regie mit Gallagher Fenwick)
- 2013 Electro Chaabi (Regie)
- 2015 Tunisia Clash
- 2019 Paris Stalingrad (Regie mit Thim Naccache), Teilnahme an Filmfestivals wie Cinema du Réel, Toronto International Film Festival, Journées cinématographiques de Carthage, Doc NYC, Cairo International Film Festival.
- 2024 Soudan, Souviens-toi (Sudan, remember us)